# Haide (Mohlsdorf-Teichwolframsdorf)

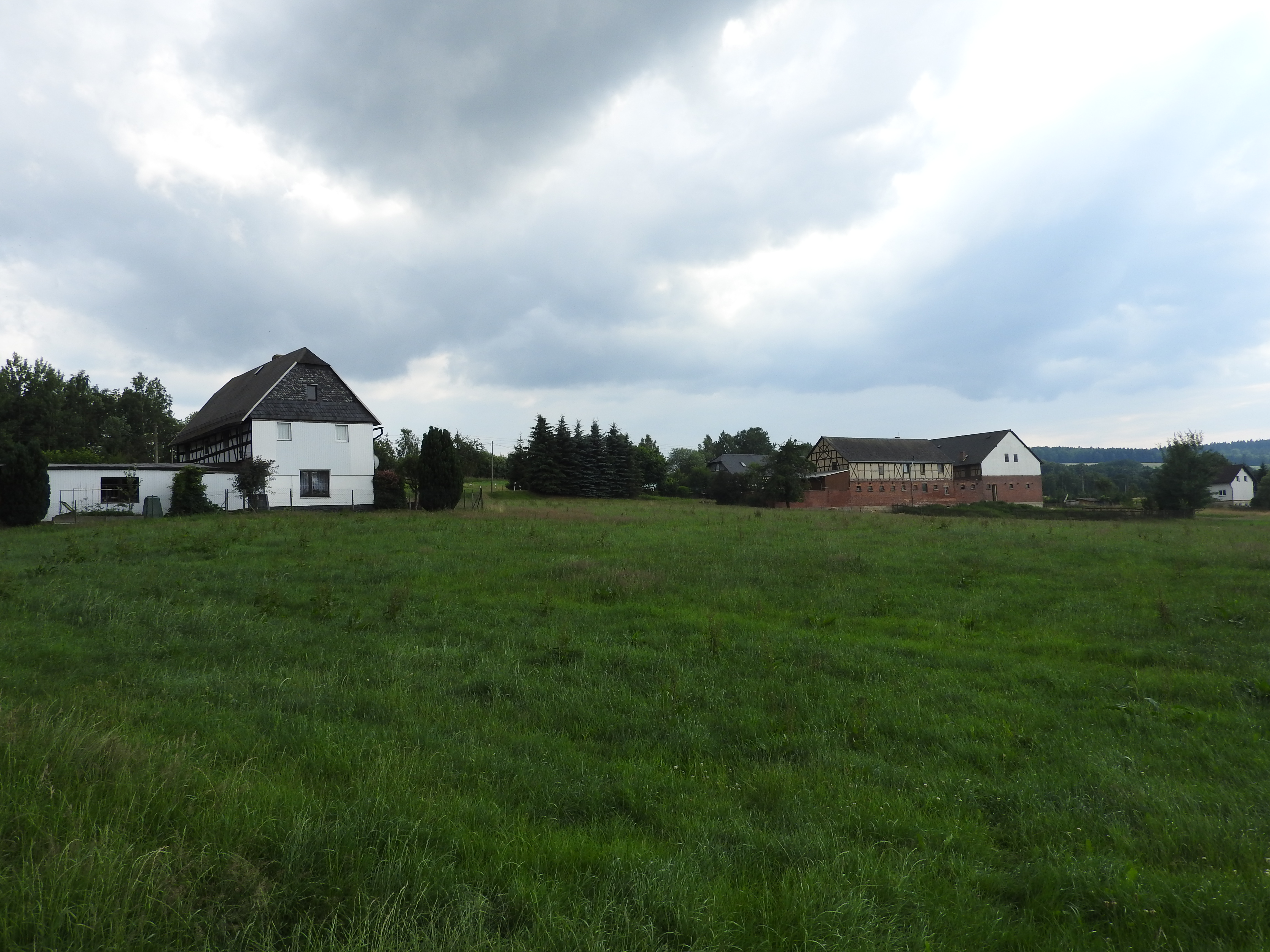
Blick auf den Ort

Haide ist ein Wohnplatz in der Landgemeinde Mohlsdorf-Teichwolframsdorf im Landkreis Greiz in Thüringen, der südwestlich des Ortsteils Gottesgrün an der Bahnstrecke Neumark–Greiz liegt. Der Wohnplatz besteht aus zwei Gehöften und drei weiteren Wohngebäuden.
Koordinaten: 50° 40′ 9,7″ N, 12° 17′ 33,7″ O